# Liste des députés européens de France de la 6e législature

Cet article présente la liste des députés européens élus en France de la VIe législature, élus lors des élections européennes de 2004. Leur mandat débute le 20 juillet et se termine le 14 juillet 2009.

## Listes des députés européens élus en 2004
| Nom | Nom                     | Circonscription       | Parti                             | Groupe parlementaire européen                    | Portrait |
| --- | ----------------------- | --------------------- | --------------------------------- | ------------------------------------------------ | -------- |
|     | Kader Arif              | Sud-Ouest             | Parti socialiste                  | PSE                                              |          |
|     | Marie-Hélène Aubert     | Ouest                 | Les Verts                         | Verts/ALE                                        |          |
|     | Brice Hortefeux         | Massif central-Centre | Union pour un mouvement populaire | PPE-DE                                           |          |
|     | Jean Marie Beaupuy      | Est                   | Mouvement démocrate               | ADLE                                             |          |
|     | Jean-Luc Bennahmias     | Sud-Est               | Mouvement démocrate               | Verts/ALE                                        |          |
|     | Pervenche Berès         | Île-de-France         | Parti socialiste                  | PSE                                              |          |
|     | Guy Bono                | Sud-Est               | Parti socialiste                  | PSE                                              |          |
|     | Adeline Hazan           | Est                   | Parti socialiste                  | PSE                                              |          |
|     | Marie-Arlette Carlotti  | Sud-Est               | Parti socialiste                  | PSE                                              |          |
|     | Françoise Castex        | Sud-Ouest             | Parti socialiste                  | PSE                                              |          |
|     | Jean-Marie Cavada       | Sud-Ouest             | Avenir démocrate                  | ADLE                                             |          |
|     | Thierry Cornillet       | Sud-Est               | Parti radical                     | ADLE                                             |          |
|     | Jean-Louis Cottigny     | Nord-Ouest            | Parti socialiste                  | PSE                                              |          |
|     | Paul-Marie Coûteaux     | Île-de-France         | Mouvement pour la France          | Indépendance/Démocratie                          |          |
|     | Joseph Daul             | Est                   | Union pour un mouvement populaire | PPE-DE                                           |          |
|     | Bernadette Bourzai      | Massif central-Centre | Parti socialiste                  | PSE                                              |          |
|     | Marielle de Sarnez      | Île-de-France         | Mouvement démocrate               | ADLE                                             |          |
|     | Christine de Veyrac     | Sud-Ouest             | Union pour un mouvement populaire | PPE-DE                                           |          |
|     | Philippe de Villiers    | Ouest                 | Mouvement pour la France          | Indépendance/Démocratie                          |          |
|     | Marie-Hélène Descamps   | Massif central-Centre | Union pour un mouvement populaire | PPE-DE                                           |          |
|     | Harlem Désir            | Île-de-France         | Parti socialiste                  | PSE                                              |          |
|     | Brigitte Douay          | Nord-Ouest            | Parti socialiste                  | PSE                                              |          |
|     | Anne Ferreira           | Île-de-France         | Parti socialiste                  | PSE                                              |          |
|     | Hélène Flautre          | Nord-Ouest            | Les Verts                         | Verts-ALE                                        |          |
|     | Nicole Fontaine         | Île-de-France         | Union pour un mouvement populaire | PPE-DE                                           |          |
|     | Janelly Fourtou         | Massif central-Centre | Avenir démocrate                  | ADLE                                             |          |
|     | Jean-Louis Bourlanges   | Nord-Ouest            | Nouveau Centre                    | PPE-DE                                           |          |
|     | Patrick Gaubert         | Île-de-France         | Union pour un mouvement populaire | PPE-DE                                           |          |
|     | Jean-Paul Gauzès        | Nord-Ouest            | Union pour un mouvement populaire | PPE-DE                                           |          |
|     | Claire Gibault          | Sud-Est               | Avenir démocrate                  | ADLE                                             |          |
|     | Bruno Gollnisch         | Est                   | Front national                    | Non-Inscrits                                     |          |
|     | Nathalie Griesbeck      | Est                   | Mouvement démocrate               | ADLE                                             |          |
|     | Françoise Grossetête    | Sud-Est               | Union pour un mouvement populaire | PPE-DE                                           |          |
|     | Ambroise Guellec        | Ouest                 | Union pour un mouvement populaire | PPE-DE                                           |          |
|     | Catherine Guy-Quint     | Massif central-Centre | Parti socialiste                  | PSE                                              |          |
|     | Benoît Hamon            | Est                   | Parti socialiste                  | PSE                                              |          |
|     | Paul Vergès             | Outre-mer             | Parti communiste réunionnais      | Gauche unitaire européenne/Gauche verte nordique |          |
|     | Jacky Hénin             | Nord-Ouest            | Parti communiste français         | Gauche unitaire européenne/Gauche verte nordique |          |
|     | Marie-Anne Isler-Béguin | Est                   | Les Verts                         | Verts-ALE                                        |          |
|     | André Laignel           | Massif central-Centre | Parti socialiste                  | PSE                                              |          |
|     | Alain Lamassoure        | Sud-Ouest             | Union pour un mouvement populaire | PPE-DE                                           |          |
|     | Carl Lang               | Nord-Ouest            | Front national                    | Non-Inscrits                                     |          |
|     | Anne Laperrouze         | Nord-Ouest            | Mouvement démocrate               | ADLE                                             |          |
|     | Stéphane Le Foll        | Ouest                 | Parti socialiste                  | PSE                                              |          |
|     | Marie-Line Reynaud      | Ouest                 | Parti socialiste                  | PSE                                              |          |
|     | Jean-Marie Le Pen       | Sud-Est               | Front national                    | Non-Inscrits                                     |          |
|     | Marine Le Pen           | Île-de-France         | Front national                    | Non-Inscrits                                     |          |
|     | Chantal Simonot         | Nord-Ouest            | Front national                    | Non-Inscrits                                     |          |
|     | Bernard Lehideux        | Île-de-France         | Mouvement démocrate               | ADLE                                             |          |
|     | Marie-Noëlle Lienemann  | Nord-Ouest            | Parti socialiste                  | PSE                                              |          |
|     | Alain Lipietz           | Île-de-France         | Les Verts                         | Verts-ALE                                        |          |
|     | Patrick Louis           | Sud-Est               | Mouvement pour la France          | Indépendance/Démocratie                          |          |
|     | Jean-Claude Martinez    | Sud-Ouest             | Front national                    | Non-Inscrits                                     |          |
|     | Véronique Mathieu       | Est                   | Union pour un mouvement populaire | PPE-DE                                           |          |
|     | Philippe Morillon       | Ouest                 | Mouvement démocrate               | ADLE                                             |          |
|     | Roselyne Bachelot       | Ouest                 | Union pour un mouvement populaire | PPE-DE                                           |          |
|     | Jean-Claude Fruteau     | Outre-mer             | Parti socialiste                  | PSE                                              |          |
|     | Gérard Onesta           | Sud-Ouest             | Les Verts                         | Verts/ALE                                        |          |
|     | Béatrice Patrie         | Sud-Ouest             | Parti socialiste                  | PSE                                              |          |
|     | Vincent Peillon         | Nord-Ouest            | Parti socialiste                  | PSE                                              |          |
|     | Pierre Moscovici        | Est                   | Parti socialiste                  | PSE                                              |          |
|     | Bernard Poignant        | Ouest                 | Parti socialiste                  | PSE                                              |          |
|     | Martine Roure           | Sud-Est               | Parti socialiste                  | PSE                                              |          |
|     | Tokia Saïfi             | Nord-Ouest            | Union pour un mouvement populaire | PPE-DE                                           |          |
|     | Gilles Savary           | Île-de-France         | Parti socialiste                  | PSE                                              |          |
|     | Pierre Schapira         | Île-de-France         | Parti socialiste                  | PSE                                              |          |
|     | Lydia Schénardi         | Sud-Est               | Front national                    | Non-Inscrits                                     |          |
|     | Michel Rocard           | Sud-Est               | Parti socialiste                  | PSE                                              |          |
|     | Margie Sudre            | Outre-mer             | Union pour un mouvement populaire | PPE-DE                                           |          |
|     | Jacques Toubon          | Île-de-France         | Union pour un mouvement populaire | PPE-DE                                           |          |
|     | Catherine Trautmann     | Est                   | Parti socialiste                  | PSE                                              |          |
|     | Ari Vatanen             | Sud-Est               | Union pour un mouvement populaire | PPE-DE                                           |          |
|     | Yannick Vaugrenard      | Ouest                 | Parti socialiste                  | PSE                                              |          |
|     | Bernadette Vergnaud     | Ouest                 | Parti socialiste                  | PSE                                              |          |
|     | Dominique Vlasto        | Sud-Est               | Union pour un mouvement populaire | PPE-DE                                           |          |
|     | Robert Navarro          | Sud-Ouest             | Parti socialiste                  | PSE                                              |          |
|     | Henri Weber             | Nord-Ouest            | Parti socialiste                  | PSE                                              |          |
|     | Francis Wurtz           | Île-de-France         | Parti communiste français         | Gauche unitaire européenne/Gauche verte nordique |          |

## Députés démissionnaires en cours de mandat
| Nom | Nom                   | Circonscription       | Parti                                         | Groupe parlementaire européen | Remplaçant(e)                  | Date et motif de la démission | Portrait |
| --- | --------------------- | --------------------- | --------------------------------------------- | ----------------------------- | ------------------------------ | ----------------------------- | -------- |
|     | Brice Hortefeux       | Massif central-Centre | Union pour un mouvement populaire             | PPE-DE                        | Jean-Pierre Audy               |                               |          |
|     | Adeline Hazan         | Est                   | Parti socialiste                              | PSE                           | Catherine Boursier             |                               |          |
|     | Bernadette Bourzai    | Massif central-Centre | Parti socialiste                              | PSE                           | Jean-Paul Denanot              |                               |          |
|     | Jean-Louis Bourlanges | Nord-Ouest            | UDF                                           | PPE-DE                        | Brigitte Fouré                 |                               |          |
|     | Paul Vergès           | Outre-mer             | Rassemblement démocratique pour la Martinique | GUE/NGL                       | Madeleine Jouye de Grandmaison |                               |          |
|     | Marie-Line Reynaud    | Ouest                 | Parti socialiste                              | PSE                           | Roselyne Lefrançois            |                               |          |
|     | Chantal Simonot       | Nord-Ouest            | Front national                                | Non-Inscrits                  | Fernand Le Rachinel            |                               |          |
|     | Roselyne Bachelot     | Ouest                 | Union pour un mouvement populaire             | PPE-DE                        | Élisabeth Morin-Chartier       |                               |          |
|     | Jean-Claude Fruteau   | Outre-mer             | Parti socialiste                              | PSE                           | Catherine Néris                |                               |          |
|     | Pierre Moscovici      | Est                   | Parti socialiste                              | PSE                           | Pierre Pribetich               |                               |          |
|     | Michel Rocard         | Sud-Est               | Parti socialiste                              | PSE                           | Bernard Soulage                | 14 janvier 2009               |          |
|     | Robert Navarro        | Sud-Ouest             | Parti socialiste                              | PSE                           | Michel Teychenné               |                               |          |